# Гловер, Дана
Дана Гловер (англ. Dana Glover род. 14 октября 1974 года) — американская певица и автор песен, наиболее известная как исполнительница саундтреков в фильмах и телесериалах.
Она является автором песен в кинофильмам «Свадебный переполох» «Шрек», «Модная мамочка», «Законы привлекательности» и ряду других. Она достигла наибольшего успеха в период с 2002 по 2003 год с хитами «Thinking Over» и «Rain».
В 2010 году Дана записала дуэт с саксофонистом Дэйвом Козом, сингл «Start All Over Again», и исполнила его в одном из эпизодов телесериала «Отчаянные домохозяйки».

## Дискография

### Альбомы
| Альбом    | Статус                                                                                          | Синглы                                      |
| --------- | ----------------------------------------------------------------------------------------------- | ------------------------------------------- |
| Testimony | - Released: October 15, 2002 - Peak Chart Positions - #43 UK Charts - #41 Billboard Heatseakers | Singles Released - «Thinking Over» - «Rain» |

### Синглы
| Год  | Сингл                      | Альбом    | AC | Hot Adult Top 40 Tracks | UK Singles Chart |
| ---- | -------------------------- | --------- | -- | ----------------------- | ---------------- |
| 2002 | «Thinking Over»            | Testimony | 17 | 22                      | 38               |
| 2003 | «Rain»                     | Testimony | -  | 30                      | -                |
| 2003 | «It Is You (I Have Loved)» | Шрек      | -  | -                       | -                |